# Saltos ornamentais nos Jogos Europeus de 2015 - Plataforma de 10 m individual masculino
A competição da plataforma de 10 m individual masculino é um dos eventos dos saltos ornamentais nos Jogos Europeus de 2015, em Baku, no Azerbaijão. Foi disputada no Centro Aquático de Baku no dia 21 de junho.

## Calendário
Horário de verão do Azerbaijão (UTC+5).
| Data        | Horário | Fase         |
| ----------- | ------- | ------------ |
| 21 de junho | 13:04   | Preliminares |
| 21 de junho | 20:17   | Final        |

## Medalhistas
| Ouro   | GBR Matty Lee        |
| Prata  | RUS Nikita Shleikher |
| Bronze | FRA Alexis Jandard   |

## Resultados
Os resultados foram os seguintes.
| Pos.              | Saltador            | Nacionaliade      | Preliminares | Preliminares | Final         | Final         |
| Pos.              | Saltador            | Nacionaliade      | Pontos       | Pos.         | Pontos        | Pos.          |
| ----------------- | ------------------- | ----------------- | ------------ | ------------ | ------------- | ------------- |
| Medalha de ouro   | Matty Lee           | GBR Grã-Bretanha  | 514.45       | 2            | 588.25        | 1             |
| Medalha de prata  | Nikita Shleikher    | RUS Rússia        | 520.65       | 1            | 556.55        | 2             |
| Medalha de bronze | Alexis Jandard      | FRA França        | 462.10       | 4            | 526.20        | 3             |
| 4                 | Matthew Dixon       | GBR Grã-Bretanha  | 441.60       | 6            | 493.85        | 4             |
| 5                 | Boris Efremov       | RUS Rússia        | 483.15       | 3            | 481.40        | 5             |
| 6                 | Vladimir Barbu      | ITA Itália        | 442.20       | 5            | 473.80        | 6             |
| 7                 | Artsiom Barouski    | BLR Bielorrússia  | 413.00       | 8            | 454.55        | 7             |
| 8                 | Artyom Danilov      | AZE Azerbaijão    | 407.45       | 10           | 438.25        | 8             |
| 9                 | Kıvanç Gür          | TUR Turquia       | 391.25       | 12           | 405.20        | 9             |
| 10                | Cao-Tre Le Nguyen   | GER Alemanha      | 439.30       | 7            | 394.80        | 10            |
| 11                | Dimitar Isaev       | BUL Bulgária      | 392.15       | 11           | 394.50        | 11            |
| 12                | Yevhen Naumenko     | UKR Ucrânia       | 411.20       | 9            | 366.75        | 12            |
| 13                | Alin Ronțu          | ROU Romênia       | 388.40       | 13           | Não avançaram | Não avançaram |
| 14                | Martin Christensen  | DEN Dinamarca     | 387.10       | 14           | Não avançaram | Não avançaram |
| 15                | Nikita Kryvopshyn   | UKR Ucrânia       | 378.25       | 15           | Não avançaram | Não avançaram |
| 15                | Juan Socorro        | ESP Espanha       | 378.25       | 15           | Não avançaram | Não avançaram |
| 17                | Samuel D'Alessandro | ITA Itália        | 359.30       | 17           | Não avançaram | Não avançaram |
| 18                | Krystian Sawicki    | POL Polônia       | 343.50       | 18           | Não avançaram | Não avançaram |
| 19                | Pascal Faatz        | NED Países Baixos | 334.45       | 19           | Não avançaram | Não avançaram |
| 20                | Mihai Andrei        | ROU Romênia       | 304.60       | 20           | Não avançaram | Não avançaram |